# 达旦日追
达旦日追（藏語：རྟགས་བསྟན་རི་གྲོད་，威利转写：Rtags bstan ri khrod），位于西藏自治区拉萨市城关区，是一座藏传佛教格鲁派女尼的寺院。

## 简介
达旦日追是色拉寺的属寺。位于扎西曲林日追东侧，色拉寺东北方向。传说，帕绷喀仁波切来此地寻找建立日追的场所时，遇到一只乌鸦和他说话。帕绷喀仁波切认为这是一个显迹，乃将其日追建在这里。这座日追主要由洞窟组成，洞窟入口处有牌子。该寺属于帕绷喀仁波切。如今，格鲁派的尼姑们居住在这里进行重建工作。
1990年代初，帕绷喀仁波切的一位学僧，开始修复扎西曲林寺。到21世纪初，两位高僧留在扎西曲林寺管理，他们也获得达旦日追的女尼的协助， 这些尼姑住在山上更高处。